# Ле Стрейндж, Фульк, 1-й барон Стрейндж из Блэкмера
Фульк ле Стрейндж (англ. Fulk le Strange; приблизительно 1267 — 23 января 1324) — английский аристократ, 1-й барон Стрейндж из Блэкмера с 1309 года. Участвовал в походах в Шотландию, поддерживал Томаса Ланкастерского, но накануне решающей схватки перешёл на сторону короля. Занимал должность сенешаля Гаскони с 1322 года.

## Биография
Фульк ле Стрейндж принадлежал к рыцарскому роду из Валлийской марки. Он был сыном Роберта ле Стрейнджа и Элеоноры де Бланкминстер и родился приблизительно в 1267 году. После смерти старшего брата Джона в 1289 году Фульк унаследовал ряд поместий в Шропшире. В 1294 году он участвовал в походе в Гасконь, с 1298 года воевал в Шотландии. 4 марта 1309 года король Эдуард II впервые вызвал Фулька в парламент, и это событие считается началом истории баронии Стрейндж из Блэкмера.
Фульк был вассалом не только короля, но и его двоюродного брата Томаса, графа Ланкастерского, — самого могущественного из английских вельмож, регулярно конфликтовавшего с Эдуардом II. Известно, что только в 1318 году граф заплатил ле Стрейнджу за службу пятьдесят марок. В 1312 году барон оказался втянут в распрю из-за Поуиса между своим родичем Гриффидом де ла Полем и Джоном Черлтоном; король пообещал спорную территорию своему фавориту Черлтону, ле Стрейндж заявил протест, а Ланкастер подержал вассала, чтобы ослабить таким образом позиции короны в Уэльсе. Графу удалось добиться в ноябре 1313 года назначения новых судей, рассматривавших эту тяжбу, но даже после этого было принято решение в пользу Черлтона. В 1318 году Фульк участвовал в работе парламента в Йорке, где настаивал на претворении в жизнь условий Ликского договора, заключённого между Ланкастером и королём. В 1321 году в Ньюкасле в составе делегации он вёл переговоры с шотландцами о перемирии.
Когда граф Томас начал открытую войну против Эдуарда II и его фаворитов Диспенсеров (1321 год), ле Стрейндж его поддержал. Он присутствовал на июньской встрече в Шербурне, где Ланкастер пытался склонить на свою сторону баронов из северных графств. Однако зимой 1321—1322 годов барон перешёл на сторону короля. 28 февраля он со своим отрядом присоединился к армии Эдуарда в Ковентри и принял участие в разгроме мятежа. Томас был казнён, Фульк получил в награду за верность пост сенешаля Гаскони (26 мая 1322). Известно, что на этом посту барону удалось остановить феодальную вражду между графом Фуа и Арно-Гийомом де Марсаном.
Фульк ле Стрейндж умер 23 января 1324 года.

## Семья
Ле Стрейндж был женат на Элеаноре Гиффард, дочери Джона Гиффарда, 1-го барона Гиффарда, и Матильды де Клиффорд. В этом браке родились:
- Фульк[10];
- Джон (приблизительно 1306—1349), ставший 2-м бароном Стрейнджем из Блэкмера[11];
- Элизабет, жена сэра Роберта Корбета[12].